# Aleksandr Koroluk
Aleksandr Iwanowicz Koroluk, ros. Александр Иванович Королюк (ur. 15 stycznia 1976 w Moskwie) – rosyjski hokeista, reprezentant Rosji, olimpijczyk.

## Kariera
- Krylja Sowietow Moskwa (1993-1996)
- Manitoba Moose (1996-1997)
- Kentucky Thoroughblades (1997-1999)
- San Jose Sharks (1997-2002, 2003-2004)
- Ak Bars Kazań (2000, 2002-2003)
- Witiaź Czechow (2004-2008)
- Chimik Woskriesiensk (2005)
- Atłant Mytiszczi (2008-2009)
- SKA Sankt Petersburg (2009-2010)
- Łokomotiw Jarosław (2010-2011)
- Nieftiechimik Niżniekamsk (2011-2012)
- Witiaź Czechow (2012-2013)
- Mietałłurg Magnitogorsk (2013)
- Witiaź Podolsk (2013-2014)
- Nieftiechimik Niżniekamsk (2014)
- Jugra Chanty-Mansyjsk (2014-2015)

Wychowanek Krylji Sowietow Moskwa. Wieloletni zawodnik San Jose Sharks. Od czerwca 2012 roku po raz drugi w karierze zawodnik klubu Witiaź Czechow. W październiku 2012 roku rozegrał w barwach drużyny 200-tny mecz. Pod koniec stycznia 2013 roku rozwiązał kontrakt z Witiaziem i pierwotnie podpisał umowę z Mietałłurgiem Magnitogorsk ważną do końca sezonu 2013/2014. Jednak po zakończeniu sezonu 2012/2013 przestał być graczem Mietałłurga i w maju 2013 powrócił do Czechowa, związany rocznym kontraktem. Od października do listopada 2014 ponownie zawodnik Nieftiechimika. Od listopada 2014 zawodnik Jugry.
Uczestniczył w turniejach mistrzostw świata w 1997, 2001 oraz zimowych igrzyskach olimpijskich 2006.

## Sukcesy
Reprezentacyjne
- Srebrny medal mistrzostw świata juniorów do lat 20: 1995

Klubowe
- Awans do Superligi: 2005 z Witiaziem
- Brązowy medal Mistrzostw Rosji: 2011 z Łokomotiwem

Indywidualne
- Mistrzostwa Świata Juniorów do lat 20 w 1995:
  - Pierwsze miejsce w klasyfikacji strzelców turnieju: 8 goli
  - Pierwsze miejsce w klasyfikacji kar w turnieju: 47 minut
- Wysszaja liga 1995/1996:
  - Nagroda Rycerz Ataku (dla zawodnika, który strzelił trzy lub więcej goli w meczu)[10]
- Mistrzostwa Świata Juniorów do lat 20 w 1996:
  - Pierwsze miejsce w klasyfikacji strzelców turnieju: 5 goli
- Sharks Rookie of the Year dla najlepszego debiutanta zespołu San Jose Sharks: 1999
- Wysszaja Liga 2004/2005:
  - Pierwsze miejsce w klasyfikacji strzelców
  - Pierwsze miejsce w klasyfikacji kanadyjskiej
- Superliga rosyjska w hokeju na lodzie (2007/2008):
  - Pierwsze miejsce w klasyfikacji asystentów
- KHL (2008/2009):
  - Najlepszy napastnik miesiąca - styczeń 2009
- KHL (2012/2013):
  - Mecz Gwiazd KHL (wybrany wtórnie po odejściu grupy zawodników do ligi NHL)[11]